# 玩轉三周1/2
《玩轉三周1/2》是香港電視廣播有限公司製作的幽默節目，由林曉峰、吳家樂、金剛、蕭正楠及許亦妮主持。本節目於2012年7月23日至2012年8月10日逢星期一至五22:30-23:00在翡翠台、高清翡翠台及MyTV播出，及於MyTV提供節目重溫。

## 固定環節

### 玩轉五福星
由主持林曉峰、吳家樂、蕭正楠、金剛及許亦妮演出的短劇，為即將播放的環節內容介紹。

## 每集內容
每集會有不同主題的內容，包括趣劇，遊戲節目，魔術表演，惡搞電影劇集，扮嘢頒獎禮，歌舞劇等。第一集請來有份參與的搞笑精英現身說法，為節目揭開序幕，以及介紹節目其餘十四集的內容。而不少集數都有無綫電視配音員作旁白。
| 集數                      | 播映日期      | 環節標題                                   | 型式       | 旁白（配音員/藝人） |
| 01 （页面存档备份，存于） | 2012年7月23日 | 《玩轉三周1/2》快速搜畫                    | N/A        | 吳家樂、蕭正楠      |
| 02 （页面存档备份，存于） | 2012年7月24日 | 台慶趣劇大玩特玩（一）：武松打婦、呆佬拜壽 | 趣劇       | N/A                 |
| 03 （页面存档备份，存于） | 2012年7月25日 | 慳D浴袍團                                  | 歌舞劇     | 陳永信              |
| 04 （页面存档备份，存于） | 2012年7月26日 | EYT重出江湖                                | 綜藝節目   | 陳永信              |
| 05 （页面存档备份，存于） | 2012年7月27日 | 台慶趣劇大玩特玩（二）：一步一開心         | 趣劇       | N/A                 |
| 06 （页面存档备份，存于） | 2012年7月30日 | 台慶趣劇大玩特玩（三）：朱門新怨           | 趣劇       | 陳卓智              |
| 06 （页面存档备份，存于） | 2012年7月30日 | Gameの慾孽                                 | 遊戲節目   | 陳卓智              |
| 07 （页面存档备份，存于） | 2012年7月31日 | 詹志明與春嬌                               | 惡搞電影   | 張裕東              |
| 08 （页面存档备份，存于） | 2012年8月1日  | A級模仿大賽                                | 比賽       | 蘇強文              |
| 09 （页面存档备份，存于） | 2012年8月2日  | 堆填區議會呈獻：樂滿芬芳堆填區             | 綜藝節目   | 陳欣、鄧梓峰        |
| 10 （页面存档备份，存于） | 2012年8月3日  | 義海無情情之東西鬥露                       | 惡搞電視劇 | 陳永信 葉振聲       |
| 11 （页面存档备份，存于） | 2012年8月6日  | 唔俾獎門人之搞gag集中營（一）              | 綜藝節目   | N/A                 |
| 12 （页面存档备份，存于） | 2012年8月7日  | 唔俾獎門人之搞gag集中營（二）              | 綜藝節目   | N/A                 |
| 13 （页面存档备份，存于） | 2012年8月8日  | 玩轉金曲頒獎典禮                           | 頒獎典禮   | N/A                 |
| 14 （页面存档备份，存于） | 2012年8月9日  | 瘋魔全城                                   | 綜藝節目   | N/A                 |
| 15 （页面存档备份，存于） | 2012年8月10日 | 十月圍電視城                               | 惡搞電影   | N/A                 |

### 台慶趣劇大玩特玩
| 標題       | 原版年份 | 參與者（飾演） |
| 武松打婦   | 1982年   | 薛家燕（潘金蓮）、曾志偉（潘明蓮）、謝天華（武松、武大郎）、錢嘉樂（西門慶）、阮兆祥（黃婆）、王祖藍（潘舊蓮） |
| 呆佬拜壽   | 1993年   | 劉丹 （老爺）、薛家燕（夫人）、蒙嘉慧（大小姐）、黎耀祥（大姑爺）、陳法拉（二小姐）、黃浩然（二姑爺）、陳茵媺（三小姐）、蕭正楠（三姑爺呆佬）、洪天明（奶媽）、江美儀（侍婢）                                         |
| 一步一開心 | 1988年   | 男子隊：郭晉安（隊長）、陳豪、吳卓羲、王浩信、林子善 女子隊：胡杏兒（隊長）、商天娥、田蕊妮、江欣燕、黃智雯 麥長青（球證）                                                                                            |
| 朱門新怨   | 1985年   | 胡楓（老爺）、朱咪咪（管家）、關菊英（Kate之母）、黃智賢（大少爺）、曾華倩（大少奶）、陳展鵬（二少爺）、胡定欣（二少奶）、馬國明（三少爺）、鍾嘉欣（三少奶）、阮兆祥（花王）、陳智燊（孫仔Jason）、徐子珊（女友Kate） |

### 慳D浴袍團
由馬國明（未央生）、商天娥（鐵玉香）、金剛、楊思琦、宋熙年、麥長青、羅浩楷、朱咪咪等演員以歌舞合演電影《3D肉蒲團之極樂寶鑑》的搞笑版。

### EYT重出江湖
綜藝節目《歡樂今宵》原班人馬重出江湖，將經典環節重現熒幕，藝人包括：汪明荃、關菊英、羅蘭、胡楓、鄧梓峰、盧大偉、鄧英敏等。

### Gameの慾孽
一班藝人回到清朝，參與遊戲節目，藝人包括：朱咪咪、麥長青、江欣燕、吳家樂、楊秀惠、安德尊、喬寶寶、湯盈盈、五覺神獸（蔡慧欣、胡中慧、劉蔚萱、陳芷尤）等。題目名稱諧音自金枝慾孽。

### 詹志明與春宵
詹瑞文（李皮、蘇紋身、星爺、詹志明）與呂慧儀（高春宵）合演電影《志明與春嬌》的搞笑版。

### A級模仿大賽
由崔建邦、呂慧儀、江欣燕及金剛主持，邀請了一班扮嘢技巧高超來自兩岸三地的觀眾作為參賽者，以比賽型式選出「至Like模王大賞」寶座。
主持江欣燕分別模仿薛家燕唱《皆大歡喜》、鄭秀文唱《信者得愛》及梅艷芳唱《烈焰紅唇》，而金剛分別模仿蕭敬騰唱《王妃》及張國榮唱《Stand Up》。
|   | 地區 | 參賽者 | 職業              | 綽號               | 模仿對象 | 演唱歌曲             |
| 1 | 雲南 | 黃成麟 | 藝人              | 小小齊             | 任賢齊   | 《對面的女孩看過來》 |
| 1 | 雲南 | 黃成麟 | 藝人              | 小小齊             | Beyond   | 《海濶天空》         |
| 2 | 台灣 | 楊昇達 | 藝人              | 搞笑歌神           | 張學友   | 《想和你去吹吹風》   |
| 2 | 台灣 | 楊昇達 | 藝人              | 搞笑歌神           | 劉德華   | 《無間道》           |
| 3 | 河北 | 楊東煜 | 音樂製作人        | 聲音複製機         | 周華健   | 《花心》             |
| 3 | 河北 | 楊東煜 | 音樂製作人        | 聲音複製機         | 張宇     | 《一言難盡》         |
| 3 | 河北 | 楊東煜 | 音樂製作人        | 聲音複製機         | 王傑     | 《英雄淚》           |
| 3 | 河北 | 楊東煜 | 音樂製作人        | 聲音複製機         | 張國榮   | 《共同渡過》         |
| 3 | 河北 | 楊東煜 | 音樂製作人        | 聲音複製機         | 黎明     | 《今夜你會不會來》   |
| 4 | 四川 | 唐章勇 | 報社編輯 業餘歌手 | 網絡模仿達人       | 羅文     | 《獅子山下》         |
| 4 | 四川 | 唐章勇 | 報社編輯 業餘歌手 | 網絡模仿達人       | 徐小鳳   | 《風雨同路》         |
| 4 | 四川 | 唐章勇 | 報社編輯 業餘歌手 | 網絡模仿達人       | 林子祥   | 《真的漢子》         |
| 4 | 四川 | 唐章勇 | 報社編輯 業餘歌手 | 網絡模仿達人       | 譚詠麟   | 《千載不變》         |
| 4 | 四川 | 唐章勇 | 報社編輯 業餘歌手 | 網絡模仿達人       | Beyond   | 《俾面派對》         |
| 4 | 四川 | 唐章勇 | 報社編輯 業餘歌手 | 網絡模仿達人       | 郭富城   | 《狂野之城》         |
| 6 | 香港 | 馮文樂 | 歌手              | 香港扮聲(唱腔)達人 | 譚詠麟   | 《一首歌一個故事》   |
| 6 | 香港 | 馮文樂 | 歌手              | 香港扮聲(唱腔)達人 | 李克勤   | 《一首歌一個故事》   |
| 6 | 香港 | 馮文樂 | 歌手              | 香港扮聲(唱腔)達人 | 張學友   | 《一首歌一個故事》   |
| 6 | 香港 | 馮文樂 | 歌手              | 香港扮聲(唱腔)達人 | 郭富城   | 《一首歌一個故事》   |
| 6 | 香港 | 馮文樂 | 歌手              | 香港扮聲(唱腔)達人 | 黎明     | 《一首歌一個故事》   |
| 6 | 香港 | 馮文樂 | 歌手              | 香港扮聲(唱腔)達人 | 羅文     | 《一首歌一個故事》   |
| 6 | 香港 | 馮文樂 | 歌手              | 香港扮聲(唱腔)達人 | 黃凱芹   | 《一首歌一個故事》   |
| 6 | 香港 | 馮文樂 | 歌手              | 香港扮聲(唱腔)達人 | 草蜢     | 《一首歌一個故事》   |
| 6 | 香港 | 馮文樂 | 歌手              | 香港扮聲(唱腔)達人 | 鄭中基   | 《一首歌一個故事》   |
| 6 | 香港 | 馮文樂 | 歌手              | 香港扮聲(唱腔)達人 | 徐小鳳   | 《一首歌一個故事》   |

### 堆填區議會呈獻：樂滿芬芳堆填區
由鄭裕玲及鄧梓峰主持，楊秀惠為外景主持深入堆填區，以嬉笑怒罵方式諷刺時弊。
| 組名       | 項目                                         | 嘉賓                                                                                                |
|            | 「尾指碎沙煲」 「拳頭穿木板」 「心口碎大石」 | 朱璇、張美妮、徐淑敏、宋熙年、陳美妤、黃翠如、翟威廉、王浩信                                        |
| 堆填區五虎 | 「人體藝術」 「飛筷子」                      | 敖嘉年（電工年）、吳家樂（紮鐵十郎）、陳志健（掃地健）、溫家偉（花王Alan）、鄭健樂（垃圾車王Rocky） |

### 義海無情情之東西鬥露
- 阮小儀化身為電視劇《巾幗梟雄之義海豪情》中的鄭九妹（「九姑奶」），經過剪輯與原版的劉醒做對手戲。
- 麥長青（鍾無艷）與楊明（夏迎春）合演電視劇《東西宮略》的出浴及更衣鏡頭。

### 唔俾獎門人之搞gag集中營
獎門人曾志偉帶領一班新舊獎老，包括錢嘉樂、林曉峰、吳家樂及金剛等，舉辦Gag Show學堂。
| 項目        | 嘉賓                                                                 |
| 食字Gag     | 江欣燕、錢嘉樂、林曉峰                                               |
| Running Gag | 曾志偉、錢嘉樂、岑麗香、江欣燕、金剛、林曉峰、許亦妮、吳家樂         |
| Pattern Gag |                                                                      |
| Song Gag    | 曾志偉、錢嘉樂、岑麗香、江欣燕、金剛、林曉峰、許亦妮、吳家樂、李霖恩 |
| 爛Gag擂台   | 商天娥、朱咪咪                                                       |

### 玩轉金曲頒獎典禮
由「魚蛋組合」俞賓及鄭蛋碎主持，一眾演員及歌手以不同年代的經典出現，舉行扮嘢金曲頒獎典禮。
|              |        | 藝人   | 扮演角色 | 模仿對象 | 演唱歌曲         | 模仿歌曲       |
| 大會司儀     |        | 吳家樂 | 俞賓     | 俞琤     |                  |                |
| 大會司儀     | 林曉峰 | 鄭蛋碎 | 鄭丹瑞   |          |                  |                |
| 表演嘉賓     | 1      | 梁烈唯 | 鄭瘦人   | 鄭秀文   | 《信者得愛》     | 《信者得愛》   |
| 表演嘉賓     | 2      | 趙永洪 | 梅辯方   | 梅艷芳   | 《妖女》         | 《妖女》       |
| 表演嘉賓     | 3      | 郭政鴻 | 徐小腫   | 徐小鳳   | 《風的季節》     | 《風的季節》   |
| 表演嘉賓     | 4      | 狄易達 | Rain     | Rain     | 《明日之謎》     | 《明日之謎》   |
| 表演嘉賓     | 5      | 商天娥 | 奀妮     | 甄妮     | 《愛定你一個》   | 《愛定你一個》 |
| 表演嘉賓     | 5      | 商天娥 | 奀妮     | 甄妮     | 《明日話今天》   |                |
| 金曲獎       | 1      | 樂瞳   | 郭招搖   | 郭書瑤   | 《愛的抱抱》     | 《愛的抱抱》   |
| 金曲獎       | 2      | 胡楓   | 陳無     | 陳豪     | 《年老無依》     | 《年少無知》   |
| 金曲獎       | 2      | 王俊棠 | 林倒霉   | 林保怡   | 《年老無依》     | 《年少無知》   |
| 金曲獎       | 2      | 秦煌   | 黃一蚊   | 黃德斌   | 《年老無依》     | 《年少無知》   |
| 金曲獎       | 3      | 张致恒 | 虜半停   | 盧冠廷   | 《癲了》         | 《天鳥》       |
| 特別貢獻大獎 |        | 袁偉豪 | 許半截   | 許冠傑   | 《加價熱潮2012》 | 《加價熱潮》   |
| 最受歡迎歌手 | 女     | 梁佑嘉 | 陳為人   | 陳慧琳   | 《蘇蝦宇宙》     | 《花花宇宙》   |
| 最受歡迎歌手 | 男     | 麥長青 | 林翁     | 林峯     | 《索》           | 《Chok》       |
| 金曲金獎     |        | 糖妹   | 無謂嫻   | 陳慧嫻   | 《貪貪貪》       | 《貪貪貪》     |

### 瘋魔全城
當家小生黎耀祥、陳展鵬及黎諾懿化身魔術師，與助手賈曉晨、徐淑敏及陳庭欣走入商場，大展最神奇魔法。

### 十月圍電視城
由羅永賢監製，近百藝員於7月17日在民初街進行拍攝工作，成為一班鏡頭背後的幕後工作人員，合演電影《十月圍城》的惡搞版。
劇情講述城中某大電視台為了迎接即將來臨的電視大戰，電視台總監（羅樂林飾）對資深編劇阿Lo（林曉峰飾）與家樂（吳家樂飾）委以重任，催迫兩人嘔心瀝血度身撰寫超強台慶劇。運送劇本返回電視城期間，兩人遇上神秘組織攔途截劫，並展開一場「八千轉、兩米車」的飛車追逐戰，「飄移」至面容扭曲的阿Lo，能否把劇本安全送達導演麥包（麥長青飾）手上？
| 角色     | 角色     | 演員 |
| 電視台   | 高層     | 羅樂林（總監）、鄧梓峰、Joe Junior、梁舜燕 |
| 電視台   | 編劇     | 林曉峰、吳家樂、陳庭欣、溫家偉、張美妮、趙希洛、游莨維、狄易達 |
| 電視台   | 劇組     | 麥長青（導演）、唐詩詠（助理編導）、胡杏兒（髮型師）、陳法拉（化妝師）、姚子羚（化妝師）、梁嘉琪（化妝師助手）、黃浩然（武術指導）、黃智賢（武術指導）、蕭正楠（武師）、陳豪（武師）、喬寶寶（吊車司機）、敖嘉年（威吔工作人員）、張頴康（威吔工作人員）、鄭俊弘（威吔工作人員）、陳茵媺（佈景設計師）、黃智雯（佈景設計師）、阮兆祥（道具師）、洪天明（道具師）、袁偉豪（道具師）、翟威廉（道具師）、黎耀祥（木工）、陳展鵬（場務）、吳卓羲（場務）、郭晉安（攝影師）、曹永廉（攝影師）、王祖藍（推軌工作人員）、馬國明（燈光師）、陳智燊（收音師）、林峯（收音師）、李詩韻（服裝師）、胡定欣（帶隊）、楊秀惠（帶隊） |
| 電視台   | 藝人     | 胡楓（演員）、鄭裕玲（主持）、朱晨麗（演員）、朱璇（演員） |
| 電視台   | 臨時演員 | 關菊英、周志文、周志康、胡鴻鈞、林師傑、謝天華、呂慧儀、林夏薇、陳美詩、黃翠如、揚明、李霖恩、沈卓盈、馬賽、何傲兒、苟芸慧、張嘉兒、王君馨、許亦妮、樂瞳、沈可欣、李啟傑、何俊軒、葉凱茵、梁証嘉 |
| 電視台   | 保安     | 秦煌、李海生 |
| 抗議者   | 抗議者   | 陳國邦、祝文君、陳狄克、韓馬利、馬海倫、李思欣、關浩揚、劉桂芳、魯振順 |
| 神秘組   | 神秘組   | 林敬剛、李成昌、陳榮峻、麥嘉倫 |
| 林峯粉絲 | 林峯粉絲 | 楊思琦、康華、朱咪咪、韋家雄、謝雪心、戴耀明、羅莽、楊證樺、潘芳芳、關禮傑、李家鼎、賈曉晨、沈震軒 |
| 其他     | 其他     | 錢嘉樂（車手） |

## 收視
以下為本節目於香港無綫電視翡翠台及高清翡翠台之收視紀錄：
| 集數  | 日期                   | 平均收視 | 最高收視 |
| ----- | ---------------------- | -------- | -------- |
| 01-05 | 2012年7月23日－7月27日 | 28點*    | 32點     |
| 06-10 | 2012年7月30日－8月3日  | 22點     | -        |
| 11-15 | 2012年8月6日－8月10日  | 22點     | -        |

- 7月24日播映第2集受颱風韋森特襲港影響，平均收視高達32點，全周平均升5點。

## 爭議
在名為“唔俾獎門人之搞gag集中營”的一集中，有網民發現內容直接抄襲FOX喜劇電視節目《瘋電視》（Mad TV）和日本諧星志村健原創的喜劇橋段。

## 外部連結
- 無綫電視節目網頁 - 玩轉三周1/2 （页面存档备份，存于）

## 電視節目的變遷
| 香港無綫電視翡翠台、高清翡翠台 星期一至五 22:30-23:00 時段 | 香港無綫電視翡翠台、高清翡翠台 星期一至五 22:30-23:00 時段 | 香港無綫電視翡翠台、高清翡翠台 星期一至五 22:30-23:00 時段 |
| ---------------------------------------------------------- | ---------------------------------------------------------- | ---------------------------------------------------------- |
|                                                            | 玩轉三周1/2 (2012.07.23 - 2012.08.10)                      |                                                            |
| 快樂地圖 (第2-16集) (2012.07.02 - 2012.07.20)              | 迎海尋珍奪寶 (2012.08.13 - 2012.08.17)                     |                                                            |

| 马来西亚Astro全佳HD 星期一至五 23:30-00:00 時段 | 马来西亚Astro全佳HD 星期一至五 23:30-00:00 時段 | 马来西亚Astro全佳HD 星期一至五 23:30-00:00 時段 |
| ----------------------------------------------- | ----------------------------------------------- | ----------------------------------------------- |
|                                                 | 玩轉三周1/2 (2015.06.22 - 2015.07.10)           |                                                 |
| YoYo博物馆探险趣 (2015.05.01 - 2015.06.19)      | Sunday扮嘢王 (2015.07.13 - 2015.08.07)          |                                                 |